# Верхній Бугриш
Верхній Бугри́ш (рос. Верхний Бугрыш) — присілок в Сарапульському районі Удмуртії, Росія.
Урбаноніми:
- вулиці — Ковальська, Нагірна, Путейська
- провулки — Середній

## Населення
Населення становить 32 особи (2010, 14 у 2002).
Національний склад (2002):
- росіяни — 93 %